# گزین (قصرشیرین)
گزین (قصرشیرین)، روستایی از توابع بخش سومار شهرستان قصر شیرین در استان کرمانشاه ایران است.

## جمعیت
این روستا در دهستان سومار قرار دارد و براساس سرشماری مرکز آمار ایران در سال ۱۳۸۵، جمعیت آن زیر سه خانوار بوده‌است.